# Robert Youngblood
Robert Bernard Youngblood (* 31. März 1969 in Tuskegee, Alabama) ist ein gebürtiger US-amerikanischer Basketballspieler und -trainer. Nach dem Studium in seinem Heimatland spielte Youngblood als Profi zwei Jahre in  „Minor Leagues“, bevor er 1994 nach Europa wechselte, wo er insbesondere in der British Basketball League (BrBL) spielte und dort die Staatsbürgerschaft des Vereinigten Königreichs annahm. In Folge der Bosman-Entscheidung spielte er dann auch zwei Spielzeiten in der deutschen Basketball-Bundesliga und spielte bis 2012 in der britischen Profi-Liga, in der er in diversen Rekordlisten unter anderem bei erzielten Punkten und Rebounds geführt wird. 2012 wurde Youngblood Spielertrainer der Essex Leopards in der „English Basketball League“, bei denen er seine Spielerkarriere begonnen hatte und mit denen er 1997 und 1998 die reguläre Spielzeit der britischen Profiliga gewonnen hatte.

## Karriere
Youngblood wechselte nach seiner Schulzeit in seiner Geburtsstadt 1987 zum Studium an die afroamerikanisch geprägte Southern University in Baton Rouge in Louisiana. Dort spielte er unter anderem zusammen mit Bobby Phills für die Hochschulmannschaft Jaguars in der Southwestern Athletic Conference (SWAC) der National Collegiate Athletic Association. Zweimal gewann man 1988 und 1989 das Meisterschaftsturnier der SWAC. In der nationalen NCAA-Endrunde verlor man jedoch jeweils in der ersten Runde gegen die hoch favorisierten Wildcats der University of Kentucky und ein Jahr später gegen die Tar Heels der University of North Carolina at Chapel Hill. Nachdem man 1990 erneut die reguläre Saison der SWAC gewonnen hatte, konnte man den Titel im Meisterschaftsendturnier jedoch nicht verteidigen und sich damit wie auch ein Jahr später nicht für die Endrunde qualifizieren. Während Phills anschließend im „Entry Draft“ der am höchsten dotierten Profiliga National Basketball Association berücksichtigt wurde, wurde Youngblood von keinem NBA-Verein ausgewählt. 
Nachdem Youngblood im NBA-Draft 1991 keine Berücksichtigung gefunden hatte, wurde im „Entry Draft“ der „Minor League“ CBA gleich an erster Position von den Wichita Falls Texans ausgewählt. Diese gaben ihn im Tausch an die Birmingham Bandits ab; eine Spielzeit später spielte er dann unter anderem zusammen mit Darrell Armstrong für die South Georgia Blues in der „Global Basketball Association“ (GBA), deren Betrieb jedoch noch vor dem Ende der Spielzeit im Dezember 1992 wieder eingestellt wurde. Nachdem er sich über die Minor Leagues nicht für einen Vertrag in der NBA hatte empfehlen können und er in 1993 mit Centauros aus Apure die Meisterschaft in Venezuela gewonnen hatte, wechselte er 1994 nach Europa. Zunächst in Portugal aktiv, kam er zur Saison 1994/95 zu den Leopards in London, die als neue „Franchise“ der geschlossenen Profiliga British Basketball League (BrBL) die Lizenz der zuvor sehr erfolgreichen Guildford Kings übernommen hatten. 
Mit den Leopards konnte Youngblood ab 1994 in den ersten beiden Spielzeiten die Erfolgsserie der Vorgänger-Franchise Kings nicht direkt fortsetzen, sondern schied jeweils in der ersten Runde der Play-offs der BrBL aus. In der Saison 1996/97 gewann man jedoch den Pokalwettbewerb „National Cup“ und mit der besten Bilanz aller Mannschaften der BBL die „Championship“ der regulären Saison. Nachdem man im Ligapokal-Wettbewerb bereits gegen den lokalen Rivalen London Towers ausgeschieden war, verlor man auch das Finalspiel der Play-offs knapp mit einem Punkt Unterschied gegen die Towers. In der folgenden Spielzeit konnte man 1998 nur den Titel der regulären Spielzeit verteidigen und schied in den Play-offs früh in der ersten Runde aus. Nachdem die Leopards in der Saison 1998/99 nur mit einer knapp positiven Saisonbilanz den Einzug in die Play-offs geschafft hatte und dort erneut in der ersten Runde ausgeschieden war, schied er mit den Leopards in der Qualifikation zum Korać-Cup 1999/2000 gegen eine isländische Mannschaft aus.
Nach dem Ausscheiden in der Korać-Cup-Qualifikation 1999 wechselte Youngblood, der mittlerweile über die britische Staatsbürgerschaft verfügte, für die Basketball-Bundesliga 1999/2000 nach Deutschland zum Erstligisten Brandt aus Hagen. Über eine Qualifikationsrunde erreichte man als Tabellenneunter die erste Runde der deutschen Play-offs, in denen man gegen Serienmeister ALBA Berlin ausschied. Youngblood kehrte zunächst auf die britische Insel zurück und spielte zu Beginn der folgenden Saison für die Riders aus Leicester, bevor er schließlich doch nach Deutschland zurückkehrte und für HERZOGtel aus Trier spielte. Nachdem man in der zweiten Qualifikationsrunde des Korać-Cup 2000/01 gegen Strasbourg IG gescheitert war, verpasste man in der Basketball-Bundesliga 2000/01, die ohne Play-off-Qualifikation gespielt wurde, als Tabellenneunter den Einzug in die Play-offs um die Meisterschaft.
Zur Saison 2001/02 kehrte Youngblood nach London zurück und spielte nun für die Towers, die auch in der EuroLeague teilnahmeberechtigt waren, die als höchsten europäischen Vereinswettbewerb die Wettbewerbe der FIBA Europa endgültig abgelöst hatte. Hier erlitt man jedoch in allen 14 Vorrundenspielen teilweise sehr deutliche Niederlagen. In der Meisterschaft der BrBL reichte es mit der zweitbesten Bilanz aller Mannschaften der BrBL zum Gruppensieg in der „Southern Conference“. In den Play-offs schied man im Halbfinale gegen die Sheffield Sharks aus. Auch in den folgenden beiden Spielzeiten schied man in den Play-offs in der ersten Runde 2003 und im Halbfinale 2004 vor dem Finalspiel aus. 2004 verließ Youngblood die Towers und wechselte zu den Lions nach Milton Keynes. Mit den Lions war Youngblood jedoch zunächst nicht erfolgreicher, sondern schied spätestens in der ersten Play-off-Runde aus Titelvergaben in der BrBL aus. In der Saison 2007/08 konnte man jedoch mit dem Gewinn des Pokalwettbewerbs BBL Cup 2008 den ersten Titelerfolg für den Verein holen und erreichte auch in den Play-offs erstmals das Finalspiel, das jedoch gegen die Guildford Heat verloren ging. Anschließend stagnierte man jedoch auf dem vorherigen Niveau zwischen Verpassen der Play-offs und Ausscheiden in der ersten Runde.
Im November 2010 wechselte der mittlerweile 41-jährige Youngblood noch einmal die Mannschaft und spielte erneut für die Leicester Riders. Nachdem man 2011 als Tabellenachter in der ersten Play-off-Runde gegen den späteren Titelgewinner Mersey Tigers ausgeschieden war, begann Youngblood die folgende Spielzeit 2011/12 erneut mit den Riders, bevor er Anfang 2012 wieder zu den Lions zurückkehrte. Youngblood beendete anschließend seine Spielerkarriere in der BrBL, in der er bei 494 Einsätzen in den Kategorien Absolvierte Spiele, Punkte, Shotblocks und Rebounds unter den „Top Ten“ in den Rekordlisten der BrBL geführt wird. Während die Lions nach London umzogen, zog es auch Youngblood dorthin zurück und er wurde 2012 Spielertrainer bei den Leopards, die sich 2003 aus der BrBL zurückgezogen hatten und seitdem in der „English Basketball League“ (EBL) gespielt hatten. Der Double-Gewinner der EBL Division One und des National Cup 2012 hatte zunächst erfolgreich um die Aufnahme in die geschlossene Profiliga BrBL Spielzeit 2013/14 nachgesucht. Während der Spielzeit 2012/13 kam es jedoch zu Unstimmigkeiten im Konsortium, das den Aufnahmeantrag getragen hatte, so dass die Leopards zunächst nicht in die BrBL zurückkehren werden. Sportlich erreichte Titelverteidiger Leopards in der Saison 2012/13 das Halbfinale der EBL-Meisterschafts-Play-offs, das gegen den späteren Titelgewinner Reading Rockets verloren ging.